# 達斯汀·羅茲

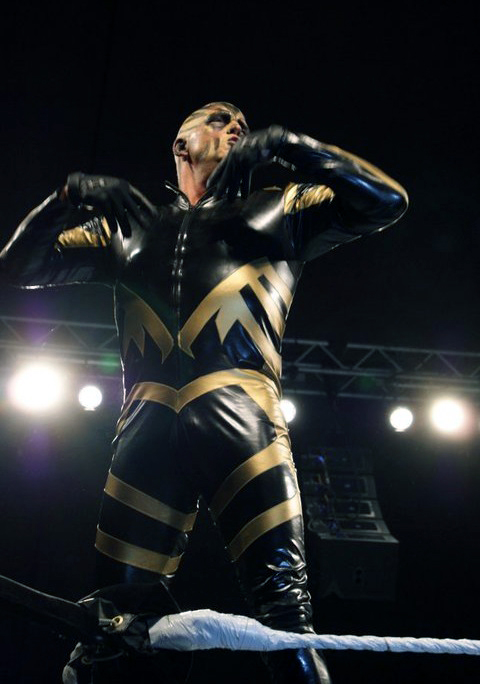
Goldust

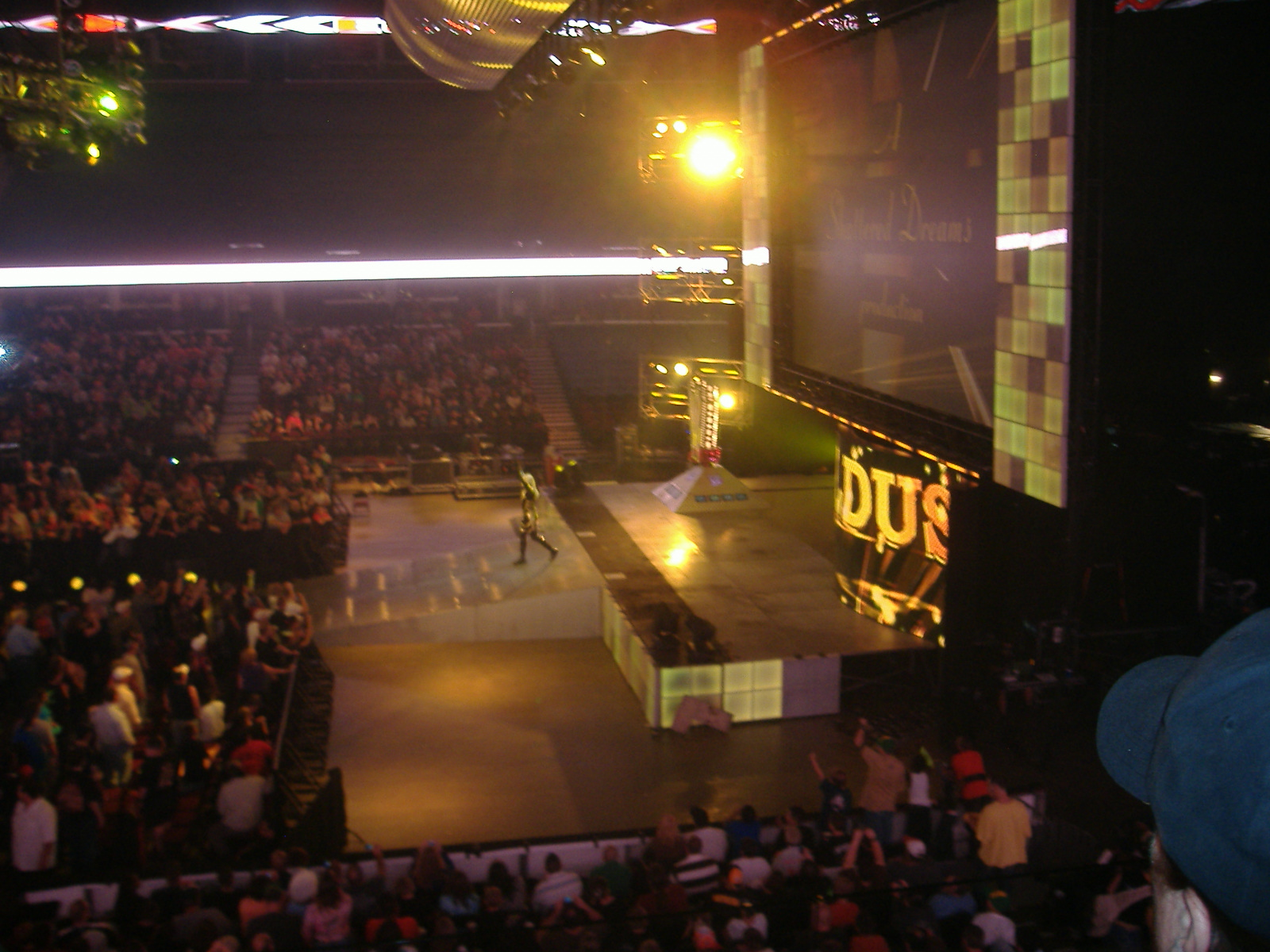
Goldust的進場

達斯汀·羅茲（英語：Dustin Rhodes，1969年4月11日—），本名達斯汀·派翠克·讓尼爾斯（英語：Dustin Patrick Runnels），也以Goldust為擂台名，曾是世界摔角娛樂（WWE）旗下職業摔角選手，目前受聘於全精英摔角（AEW）。
Goldust的父親為名人堂選手德斯提·羅茲。
在Goldust的摔角事業中，Goldust曾是九次的WWF硬蕊冠軍、三次的WWF洲際冠軍及一次的世界雙打冠軍（與Booker T搭檔）及兩次的WWE雙打冠軍（與寇帝·羅茲搭檔）。